# Sóc chuột Allen
Sóc chuột Allen (Neotamias senex) là một loài động vật có vú trong họ Sóc, bộ Gặm nhấm. Loài này được J. A. Allen mô tả năm 1890.

## Phân loài
- N. s. pacifica (Sutton & Patterson, 2000)
- N. s. senex (J. A. Allen, 1890)